# Posto Avançado do Progresso
Posto Avançado do Progresso é um filme luso-angolano do género drama, realizado e escrito por Hugo Vieira da Silva. Foi exibido no Festival de Berlim a 12 de fevereiro de 2016. Estreou-se em Portugal a 17 de março de 2016.

## Elenco
- Nuno Lopes como João de Mattos
- Ivo Alexandre como Sant’Anna
- David Caracol como Makola
- Inês Helena como senhora Makola
- António Mpinda como Gobila
- José Manuel Mendes como Silva Porto
- Cleonise Malulo como Quimpa Vita
- Domingos Sita
- Miguel Delfina